# Indische Badmintonmeisterschaft 1962/63
Die Indische Badmintonmeisterschaft der Saison 1962/63 fand vom 21. bis zum 30. Dezember 1962 in Bangalore statt. Es war die 27. Austragung der nationalen Titelkämpfe im Badminton in Indien.

## Titelträger
| Disziplin    | Sieger                          |
| ------------ | ------------------------------- |
| Herreneinzel | Suresh Goel                     |
| Dameneinzel  | Meena Shah                      |
| Herrendoppel | A. I. Sheikh P. J. Banphot      |
| Damendoppel  | Sarojini Apte Sunila Apte       |
| Mixed        | Chandrakant Deoras Manda Kelkar |

## Finalergebnisse
| Disziplin            | Sieger                          | Finalist                   | Ergebnis    |
| -------------------- | ------------------------------- | -------------------------- | ----------- |
| Herreneinzel         | Suresh Goel                     | Dipu Ghosh                 | 15-7, 15-11 |
| Damendoppel          | Sarojini Apte Sunila Apte       | Manda Kelkar Achala Karnik | 15-6, 15-11 |
| Mixed                | Chandrakant Deoras Manda Kelkar | Owen Roncon Sarojini Apte  | 15-12, 15-6 |
| Dameneinzel Junioren | Damayanti Subedar               | M. Puri                    | 11-4, 11-4  |

## Referenzen
- Annual Handbook of the International Badminton Federation, London, 28. Auflage 1970, S. 194–196
- http://eresources.nlb.gov.sg/newspapers/Digitised/Article.aspx?articleid=straitstimes19630101-1.2.80.2.2